# Katarína Manová
Ing. Bc. Katarína Manová (* 13. července 1988, Bratislava) je slovenská modelka a Miss Intercontinental 2006.

## Životopis
V roce 2005 se přihlášila do soutěže Miss Europe - Junior, která se konala 15. října 2005 v Tipsport Aréně v Liberci a stala se I. vicemiss z 23 dívek z celé Evropy. A ještě získala tituly Miss Photo a Miss Sympatie.
Stala se I. vicemiss Universe Slovenské republiky 2006.
V roce 2006 reprezentovala Slovensko na mezinárodní soutěži krásy Miss Intercontinental, jejíž finále se konalo 15. října 2006 na bahamské Nassau a tuto soutěž vyhrála. Původně však měla jet na mezinárodní soutěže krásy Miss Earth, ale nakonec ji ředitelka soutěže vyslala na Miss Intercontinental. Poté rok žila v Německu a plnila povinnosti Miss Intercontinental.
Vystudovala Vysokou školu ekonomickou v Bratislavě.